# Малтешки пролаз
Малтешки пролаз (итал. Canale di Malta) је мореуз у Средоземном мору који Малту раздваја од јужне Сицилије (Италија). Ширина мореуза између обала Сицилије и острва Гоцо је 81 км док је ширина до острва Малта 102 км. Најважнија је поморска бродска траса која повезује Републику Малту са остатком Европе. Просечна дубина мореуза је 65 м а највећа дубина је у централним деловима и износи до 171 метра. На његовим обалама налазе се луке Валета (на Малти), Ђела и Сиракуза (обе на Сицилији).
Током историје у овом мореузу су се због његове стратешке важности одвијале бројне поморске битке, а посебно су значајне битке између витезова Малтешког реда и отоманских гусара те неке од кључних битака Пунских ратова. У време Другог светског рата када је Малта била колонијални посед Уједињеног Краљевства пролаз је био блокиран и миниран да би се спречио пролазак непријатељских бродова кроз њега и прилаз малтешком копну.